# Igor Angelovski
Igor Angelovski (mazedonisch: Игор Ангеловски; * 2. Juni 1976 in Skopje) ist ein ehemaliger nordmazedonischer Fußballtrainer und -spieler.

## Karriere als Spieler
Als Spieler spielte er zwischen 1998 und 2000 in der ersten slowenischen Liga bei NK Celje. Weitere Stationen waren Makedonija Gjorce Petrov, Pelister, Cementarnica (zweimal) und Pobeda.

## Karriere als Trainer
Im Oktober 2015 wurde Angelovski neuer Trainer der mazedonischen Nationalmannschaft als Nachfolger von Ljubinko Drulović, der zum serbischen SuperLigisten FK Partizan Belgrad wechselte. Neben der Nationalmannschaft hatte Angelovski bis Dezember 2015 auch Rabotnički Skopje in der ersten mazedonischen Liga trainiert. Im November 2022 wurde er beim kroatischen Verein Gorica von Željko Sopić abgelöst. Im April 2023 wurde Angelovski neuer Trainer von Kaspij Aqtau.

## Trainerstatistiken
Ab dem 17. Juli 2023
| Team              | Von              | Bis               | Bilanz | Bilanz | Bilanz | Bilanz | Bilanz |
| Team              | Von              | Bis               | Sp.    | S      | U      | N      | S %    |
| ----------------- | ---------------- | ----------------- | ------ | ------ | ------ | ------ | ------ |
| Rabotnički Skopje | 1. Juli 2013     | 16. Dezember 2015 | 86     | 43     | 24     | 19     | 50.00  |
| Nordmazedonien    | 16. Oktober 2015 | 31. Juli 2021     | 53     | 23     | 11     | 19     | 43.40  |
| HNK Gorica        | 27. August 2022  | 5. November 2022  | 11     | 1      | 2      | 8      | 9.09   |
| Kaspij Aqtau      | 17. April 2023   | 17. Juli 2023     | 10     | 1      | 4      | 5      | 10.00  |
| Gesamt            | Gesamt           | Gesamt            | 160    | 68     | 41     | 51     | 42.50  |

## Auszeichnungen

### Spieler
FK Pobeda
- Nordmazedonischer Fußballpokal: 2001/02

FK Cementarnica
- Nordmazedonischer Fußballpokal: 2002/03

### Trainer
Rabotnički Skopje
- Prva Makedonska Liga: 2013/14
- Nordmazedonischer Fußballpokal: 2013/14, 2014/15